# Лешек Иновроцлавский
Лешек Иновроцлавский (пол. Leszek Inowrocławski, ок. 1275 — ок. 1340) — один из польских князей периода феодальной раздробленности. Князь иновроцлавский (1287—1320/1324).

## Биография
Лешек был старшим сыном князя Земомысла Иновроцлавского и Саломеи Померельской, дочери князя Самбора II Померельского. Представитель мазовецкой линии династии Пястов. 
После смерти отца в 1287 году Лешек и его младшие братья Пшемысл и Казимир совместно унаследовали Иновроцлавское княжество, но поскольку они были несовершеннолетними, до 1294 года опеку над ними осуществляли мать и дядя Владислав I Локетек. Достигнув совершеннолетия, Лешек, как старший брат, взял на себя управление княжеством и опеку над младшими братьями. Он получил хорошее образование — современные источники источники применяют к нему эпитет «litteratus».
В 1296 году, после смерти великопольского князя Пшемысла II, Лешек попытался претендовать на княжество Померелия под предлогом того, что он является потомком померельской княжеской династии Самборидов по материнской линии. Вскоре, однако, он был вынужден уступить своему дяде Владиславу I, который в качестве компенсации отдал ему Вышогрудское каштелянство.
В 1300 году, под давления короля Чехии Вацлава II, недавно коронованного королем Польши, Лешек принес ему ленную присягу. В 1303 году Лешек был вовлечен в военный конфликт со своим дядей Земовитом Добжинским; затянувшиеся военные действия вызвали финансовые трудности у князя Иновроцлавского и вынудили его передать Михайловскую землю в залог Тевтонскому ордену. Вскоре после этого он отправился в Венгрию, чтобы воссоединиться со своим дядей Владиславом I, но при проезде через земли, подконтрольные королю Вацлаву, был схвачен и брошен в темницу, откуда смог выйти лишь в 1312 году.
В 1314 году Лешек принес ленную присягу Владиславу I Локетеку как князю-принцепсу Польши. Вскоре после этого он решил разделить свои владения с братьями. Как самый старший, Лешек сохранил за собой самую важную часть княжества, включая столицу Иновроцлав. Четыре года спустя, в 1318 году, он подписал со своим братом Пшемыслом договор о взаимном наследовании.
Между 1320 и 1324 годами по неизвестным причинам Лешек отказался от управления своими владениями, передав всю власть Пшемыслу. Дважды, в 1320 и 1339 годах, он давал показания в ходе польско-тевтонских разбирательств о будущем Гданьского Поморья (Померелии).
Вскоре после последнего слушания, около 1340 года, Лешек Иновроцлавский скончался. Неизвестно, где он был похоронен. Лешек никогда не был женат, детей у него не было.